# Lapp Holding
Lapp Holding SE eller Lapp Group er en tysk producent af kabler, stik og ledninger. De har hovedkvarter i Stuttgart og ejes af familien Lapp.